# (66669) Aradac
(66669) Aradac est un astéroïde de la ceinture principale.

## Description
(66669) Aradac est un astéroïde de la ceinture principale. Il fut découvert le 12 octobre 1999 à Modra par Adrián Galád et Peter Kolény. Il présente une orbite caractérisée par un demi-grand axe de 2,67 UA, une excentricité de 0,11 et une inclinaison de 10,8° par rapport à l'écliptique.